# Nikolaus V. Seber
Nikolaus V. Seber war Abt des Klosters Waldsassen von 1524 bis 1526.
Nikolaus V. Seber, der aus Thüringen stammte, war Abt des Klosters Waldsassen zur Zeit des Bauernkrieges. Bereits seit 1499 sind Beschwerden der Bauern über die drückende Steuerlast im Stiftland bekannt. Nikolaus V. hatte weitere Steuererhöhungen eingeführt und man warf ihm mit Trunksucht und dem Verstoß gegen das Zölibat einen unsittlichen Lebenswandel vor.
Als der Bauernkrieg in ganz Deutschland aufflammte, forderte Pfalzgraf Friedrich II., dem das Erbschutzrecht über das Kloster zustand und an den sich auch bereits unzufriedene Untertanen des Klosters gewandt hatten, den Abt auf, das Kloster für pfälzische Truppen zu öffnen und ihm Kleinodien, Urkunden und Nahrungsvorräte zur sicheren Verwahrung zu übergeben. Dem kam Nikolaus V. nicht nach, denn es war vorhersehbar, dass der Pfalzgraf die Situation nutzte, um seinen Einfluss auf das Kloster auszubauen. Vielmehr floh Nikolaus V. am 11. Mai 1525 mit den wichtigsten Wertsachen in das Steinhaus nach Eger und später nach Petschau, wo er den Schutz durch die böhmische Krone verhandeln wollte. Am 12. Mai stürmten 2000 aufständische Bauern das Kloster und bedienten sich vor allem in den Vorratskammern an den Nahrungsmitteln und den dort gelagerten größeren Mengen an Bier. Am 25. Mai wurde unter Vermittlung des Pfalzgrafen Friedrich II. in Tirschenreuth ein Vertrag ausgearbeitet, der den Forderungen der Bauern weit entgegenkam. Der Prior und zwei Mönche, die sich dem Pfalzgrafen widersetzten wurden ins Gefängnis in Amberg befördert, der Kantor in Ketten gelegt. Der Pfalzgraf forderte auch die Stadt Eger auf, ins Steinhaus geflohene Mönche auszuliefern und stellte ihre Flucht als Verfall der Disziplin im Kloster dar. Nikolaus V. erwirkte allerdings vor dem Reichskammergericht in Speyer am 4. September 1526, dass das Kloster wieder seine ursprüngliche Autonomie erhielt. Der Pfalzgraf musste auch die Gefangenen wieder freilassen. Nikolaus V. musste resignieren und wurde abgefunden. Er zog sich in das Steinhaus in Eger zurück. Der Pfalzgraf ließ jedoch entgegen dem Schiedsspruch pfälzische Beamte in Falkenberg, Neuhaus, Waldershof, Liebenstein und Hardeck zurück und künftige Äbte erkannten bei Amtsantritt die pfälzische Schutzherrschaft an.